# 大津家庭裁判所
大津家庭裁判所（おおつかていさいばんしょ）は、滋賀県大津市にある日本の家庭裁判所の一つで、滋賀県を管轄している。略称は、大津家裁（おおつかさい）。彦根、長浜に支部を、高島に出張所を置いている。
大津家庭裁判所の本庁・支部は大津地方裁判所支部に併設している。また、本庁・支部・出張所のいずれにも簡易裁判所が併設されている。
明治14年までは、若狭地方も管轄していた。

## 所在地
- 本庁：滋賀県大津市京町3丁目1-2　北緯35度0分17秒 東経135度51分59秒 / 北緯35.00472度 東経135.86639度
JR東海道線 大津駅 北側琵琶湖方面へ徒歩3分
- 彦根支部：滋賀県彦根市駅東町1-13　北緯35度16分24.1秒 東経136度15分7.9秒 / 北緯35.273361度 東経136.252194度
JR東海道線, 近江鉄道近江鉄道本線 彦根駅 東南側国道8号方面へ徒歩5分
- 長浜支部：滋賀県長浜市南呉服町6-22　北緯35度22分51.8秒 東経136度15分53.2秒 / 北緯35.381056度 東経136.264778度
JR北陸線 長浜駅 北方向へ徒歩5分
- 高島出張所: 滋賀県高島市今津町住吉1丁目3-8　北緯35度24分1.2秒 東経136度2分3秒 / 北緯35.400333度 東経136.03417度
JR湖西線 近江今津駅 琵琶湖側北方向へ徒歩5分

## 管轄
- 本庁
  - 大津市、草津市、守山市、栗東市、甲賀市、野洲市、湖南市
- 高島出張所
  - 高島市
- 彦根支部
  - 彦根市、近江八幡市、東近江市、蒲生郡日野町、竜王町、愛知郡愛荘町、犬上郡豊郷町、甲良町、多賀町
- 長浜支部
  - 長浜市、米原市

※ただし、各支部の合議事件・少年事件は本庁で取り扱う。

※高島出張所は、家事審判法で定める家庭に関する事件の審判及び調停のみ扱い、その他の事務は本庁で扱う。

## 歴代所長
大津家庭裁判所の所長は大津地方裁判所の所長を兼任している。大津地方裁判所#歴代所長を参照。